# Centre hospitalier universitaire de Cocody
Pour les articles homonymes, voir Cocody (homonymie).
Le Centre hospitalier universitaire de Cocody, est un hôpital public de troisième niveau de référence inauguré en juin 1970, situé à Abidjan en Côte d'Ivoire. Il est érigé en Etablissement Public à Caractère Industriel et Commercial(EPIC) le 6 juin 1984.

## Historique
Peu avant l'indépendance du pays, le 9 octobre 1959 est créé un centre hospitalier à Abidjan. C'est une formation sanitaire conduite par un directeur assisté d'une commission administrative. Elle fonctionne pendant une décennie environ et préfigure les centres hospitaliers universitaires qui seront successivement créés.
Avant la dissolution, le 18 février 1970, du centre hospitalier d'Abidjan, il est créé, le 9 septembre 1966, le centre hospitalier universitaire d'Abidjan. Dix ans plus tard, le 22 décembre 1976, naît avec celui de Treichville, le Centre hospitalier universitaire de Cocody. Ce nouvel établissement sanitaire s'installe en lieu et place de l'hôpital de Cocody, spécialement conçu pour l'enseignement et la recherche médicale.
Le complexe hospitalier a été fermé de 1995 à 1997 pour une réhabilitation complète grâce à la JICA, la coopération japonaise.
Par la suite, à l'instar de l'ensemble des installations de santé du pays, ses services et son fonctionnement se sont considérablement dégradés dès le début des années 2000.

## Organisation
Le Centre Hospitalier et Universitaire (CHU) de Cocody, est un hôpital public de troisième niveau de référence inauguré en juin 1970.
Situé à Abidjan en Côte d'Ivoire, à l’extrémité du boulevard de l’université, à proximité immédiate de l'université Félix-Houphouët-Boigny de Cocody, cet établissement sanitaire s'installe en lieu et place de l'hôpital de Cocody, spécialement conçu pour l'enseignement et la recherche médicale.
Deuxième en date des plus grands hôpitaux de Côte d’Ivoire après celui de Treichville (CHU de Treichville), il est érigé, à l’instar de ses homologues de Treichville, Yopougon et de Bouaké, en Établissement Public à caractère Industriel et Commercial (EPIC) le 6 juin 1984.
Il est bâti sur une superficie de trente (30) hectares qu’il partage avec l’Unité de la Formation et de la Recherche en Science Médicales d’Abidjan (UFRSMA), et deux autres structures majeures du système sanitaire ivoirien que sont le Service d’Aide Médical d’Urgence (SAMU) et l’administration centrale de l’Institut Pasteur de Cote d’Ivoire (IPCI) sans oublier le Centre des Grands Brulés (CGB) ainsi qu’une représentation du Centre National de Transfusion Sanguine (CNTS) et le nouveau Centre National de Radiothérapie Alassane Ouattara(CNRAO), inauguré en 2018.
Le CHU de Cocody se compose essentiellement d’un ensemble de bâtiments dont un bâtiment principal de treize (13) niveaux, le plus illustre, qui abrite principalement les unités de soins d'hospitalisation, la salle des machines, les blocs opératoires; les imageries médicales, les stérilisations, les salles d’accouchement, et de réanimation, etc. Ensuite un bâtiment principal annexe abritant le service des urgences groupés de type « Porte », nouvellement construit (juillet 2014-2015), ouvert le 3 octobre 2015; un bâtiment de deux (2) niveaux situé à l’entrée principale du CHU abritant les consultations externes, bâtiment acquis lors de la réhabilitation de 1995-1997); un bâtiment administratif de type pavillonnaire datant lui aussi de la réhabilitation de 1995-1997; un bâtiment abritant essentiellement le laboratoire d'immuno-hématologie, et les annexes des autres laboratoires gérés en commun avec l’UFR des sciences médicales; Et enfin des résidences (logements de fonction et internat).
Selon l' information donnée par le service d 'aide médicale urgente (SAMU) L’établissement a une capacité d’accueil 596 lits; dont 96 répartis au service des urgences, il reçoit également près de 1000 patients par mois.

### En néonatologie
Dans le service de néonatologie nous constatons 10 couveuses, 29 berceaux comportant 2 grands berceaux; 2 tables de réanimations et une pouponnière de 26 berceaux dont 5 grands. Aussi, le CHU de Cocody dispose actuellement d’un large éventail de spécialité médico-chirurgicale et biologique.
Il assure la tutelle du CCTOS (Centre de Consultation et de Traitements Odonto-Stomatologiques) qui lui est rattaché par l’arrêt no 354/MSHP/DGPS/DAF du 30 octobre 1992.

### Les missions du CHU de Cocody
Dans le cadre de sa principale mission de santé publique et selon le décret no 2001-650 du 19 octobre 2001 en son article 2, le CHU de Cocody, à l’instar des autres CHU, a la triple mission d’assurer la dispensation de soins de santé, tant de médecine curative que préventive; la formation initiale et continue des personnels de santé; et la recherche médicale, pharmaceutique et odontologique.
Ainsi pour la réussite de ses missions, le CHU de Cocody a mis en place une organisation et un fonctionnement.

### Organisation et fonctionnement du CHU de Cocody
Le centre hospitalier et universitaire de Cocody est sous la tutelle technique et administrative du ministère chargé de la Santé et sous la tutelle économique et financière du ministère chargé de l'Économie, des Finances et du Budget. Son fonctionnement et ses activités s’articulent autour d’une organisation administrative, médicale et médicotechnique.

#### L’organisation administrative du CHU de Cocody
Le CHU de Cocody dispose de quatre organes dans son organisation et son fonctionnement administratif. Il s’agit du Conseil de Gestion, de la Direction, des services Médicaux et Médicotechniques et des Commissions.

##### Le conseil de surveillance (COS)
Le conseil de surveillance contrôle la politique générale de l’établissement, suit la préparation et l’exécution du budget et examine le compte financier produit en fin d’exercice.
Le conseil se réunit en session ordinaire au moins une fois par trimestre. Il délibère sur le rapport d’activité de la Direction et des organes financiers ainsi que sur les objectifs et prévisions de l’établissement.

##### La direction
La direction du CHU de Cocody est assurée par une équipe constituée par le Directeur Général (DG), le Directeur Médical et Scientifique (DMS) et le Directeur de l’Administration et des Finances (DAF), tous nommés par décret pris en Conseil des Ministres.
Le directeur général
M.KOFFI Asséré, Administrateur en chef des services financiers est le directeur général. Il assure l’administration et la direction générale de l’établissement qu’il représente dans tous les actes de la vie civile et juridique. Il a rang de Directeur Général d’administration centrale.
Deux services lui sont directement rattachés. Ce sont le service autonome du contrôle et de l’évaluation (SACE) chargé notamment du suivi des activités de l’établissement et le service de Communication et des relations publiques (SERCOM/RP), chargé d’assurer la communication interne et externe, ainsi que la politique de marketing de l’établissement.
Ces deux chefs de ces services sont nommés par arrêtés du ministre chargé de la Santé sur proposition du Directeur Général du CHU avec rang de chef de service autonome d’administration centrale.
Le directeur de l'administration et des finances (DAF)
Le directeur de l'administration et des finances (DAF) est chargé de l’administration générale et de la gestion des moyens logistiques. Il a rang de Directeur d’Administration Centrale et est assisté de trois sous directions. Ce sont la Sous-direction des Ressources Humaines (S/DRH), la Sous-direction du Budget et des Finances (S/DBF) et la Sous-direction de la Maintenance et de la Gestion du Patrimoine (S/DMGP).
Ces sous-directeurs sont nommés par arrêté ministériel sur proposition du Directeur général du CHU avec rang de Sous-directeur d’Administration centrale.
Le directeur médical et scientifique (DMS)
Le directeur médical et scientifique (DMS) est chargé de coordonner les activités médicales et de recherches de l’établissement. Il préside également la commission médicale d'établissement (CME) et a rang de directeur d’administration centrale.
Cette direction supervise les activités des services médicaux et médicotechniques, des commissions, des comités, de la Sous-direction des soins infirmiers et obstétricaux (S/DSIO) et du service de l'Information médicale (SIM).

##### Les services médicaux et médicotechniques
Les services médicaux et médicotechniques sont créés sur la base du projet d’établissement pour l’accomplissement des missions du CHU de Cocody. Ils regroupent en leur sein les 30 spécialités de l’établissement dont dix-neuf (19) spécialités cliniques — pneumologie (PPH), médecine générale et gastro-entérologie, rhumatologie, neurologie, chirurgie générale et digestive, traumatologie et chirurgie orthopédique, urologie, chirurgie pédiatrique, ophtalmologie, O.R.L, stomatologie, gynécologie-obstétrique, pédiatrie, réanimation, rééducation et réadaptation fonctionnelles, médecine du travail, Urgences — huit (8) spécialités biologiques ou biocliniques — anatomie pathologique, histologie-embryologie, cytologie-génétique, bactériologie-virologie, parasitologie-mycologie, biochimie, biophysique, immunohématologie, pharmacologie — deux (2) spécialités mixtes — explorations fonctionnelles, radiologie — et une (1) pharmacie.

##### Les commissions
Les commissions sont des instances regroupant les différentes catégories professionnelles, appelées à se prononcer sur les activités et problèmes de l’établissement. Le CHU de Cocody dispose des deux commissions tel que la Commission médicale d'établissement (CME), qui regroupe toutes les composantes du corps médical et la Commission technique d'établissement (CTE) qui est composée de représentants élus de l’ensemble des autres corps de métier.

##### Les comités
Les Comités sont des émanations de la CME dont ils constituent les cellules techniques spécialisées. Créés au prorata des besoins, les comités actuellement prévus sont le comité du médicament, le comité du matériel médical, le comité des urgences, le comité d’hygiène et de lutte contre les infections nosocomiales, le comité de recherche et de formation continue, et le comité d’éthique.

#### Les ressources humaines du CHU de Cocody
L’effectif du CHU de Cocody se compose d’une diversité d’emplois que l’on peut regrouper dans deux (2) statuts distincts : les fonctionnaires et les non fonctionnaires.
Au 31 décembre 2017, toutes catégories confondues, l’effectif de l’établissement était de 1 358 agents. Cet effectif des ressources humaines du CHU de Cocody, bien qu’appréciable, ne couvre guère les besoins de toute la structure.
Le personnel administratif et technique représente environ 10 % des effectifs de l’établissement.

## Réorganisation des Urgences du CHU de Cocody
Pour rappel, en 2014 l'affaire Awa Fadiga, jeune mannequin transférée aux urgences sans accompagnant à la suite d'une agression, a hélas montré les difficultés de prise en charge aux urgences.
Notamment la prise en charge s'appuyant sur la présence d'un accompagnant du malade pour l'achat des médicaments, examens paracliniques, biologiques, etc.
Aussi, des réformes ont-elles été initiées dès mai 2017 visant à renforcer cette prise en charge aux urgences. Tel que l'instauration du post paiement montrant que le patient est pris en charge d'abord pendant les 24-48 premières heures en termes d'examens cliniques et paracliniques et médicaments (selon la disponibilité à la pharmacie des urgences) et le recouvrement est fait par la suite. Ensuite la mise en place d'un chariot d'extrême urgence contenant les médicaments indispensables immédiatement à la portée des soignants pour stabiliser un patient reçu aux urgences comme la sortie des parents de malade du circuit de prise en charge.
Et enfin plus question d'aller acheter les médicaments (tant qu'ils sont disponibles au CHU de Cocody), de déposer les prélèvements biologiques au laboratoire, de nourrir ou de nettoyer le patient (Prendre soin) parce que nous estimons que cela est de notre responsabilité.
Le défi est grand, car il faut continuellement Renforcer l'accessibilité aux soins en levant la contrainte du paiement préalable, le temps qu'un dispositif assurantiel soit en place; Renforcer la disponibilité du médicament, sécuriser le circuit du médicament en tant qu'intrant stratégique qui ne saurait transiter par les parents de malade et maîtriser le circuit du patient sans solliciter les parents (c'est à nous de prendre soins des patients: les nourrir, les nettoyer, les habiller, les écouter, etc.)

### Les résultats
1. Une asymétrie de l'information parce que dès le début cette décision de post paiement reposait seulement sur un bon sens de la Direction Générale du CHU de Cocody, elle a fait l'objet d'un décret (Décret no 2019-498 du 12 juin 2019 instituant des mesures d'exemption sélective de paiement...)[7],[8]
2. Le taux de recouvrement au début d'à peine 30 % est à 70 % soit 30 % de perte, ce qui constitue un grand risque. Ce taux pourrait être amélioré avec l'adhésion totale de tous les patients partenaires en attendant la généralisation de la Couverture Maladie Universelle (CMU). Il faudrait que les patients payent effectivement les soins reçus pour que le système soit efficace. Tout repose sur leur bonne foi.
3. L'amélioration du cadre global de prise en charge avec une incidence positive sur les indicateurs hospitaliers.
4. Les Urgences ont été premier au Prix Ivoirien de la Qualité en 2018. Ce prix récompensant notre engagement à l'amélioration de la qualité des soins aux urgences.